# Bob Duffy (cestista 1940)
Robert Joseph Duffy, detto Bob (Cold Spring, 26 settembre 1940), è un ex cestista e allenatore di pallacanestro statunitense, professionista nella NBA.

## Carriera
Venne selezionato dai St. Louis Hawks al secondo giro del Draft NBA 1962 (10ª scelta assoluta).